# Matteo Messina Denaro
Matteo Messina Denaro, znany również jako Diabolik (ur. 26 kwietnia 1962 w Castelvetrano, zm. 25 września 2023 w L’Aquila) – sycylijski mafioso, po aresztowaniu Bernarda Provenzano (11 kwietnia 2006) nowy przywódca cosa nostry, tzw. capo di tutti capi. 16 stycznia 2023 został zatrzymany przez włoskie służby w Palermo po 30 latach ukrywania się.
Pochodził z rodziny mafijnej – jego ojciec był wysoko postawionym członkiem cosa nostry. Przez mieszkańców swojego rodzinnego miasta pamiętany jest jako „złoty młodzieniec w Porsche, z Rolexem na ręce, otaczający się pięknymi kobietami”. Po schwytaniu Provenzana był najbardziej poszukiwanym przestępcą we Włoszech. Ciążyły na nim dwa kwalifikowane morderstwa: zastrzelenie innego mafiosa – Antonina Millaza – oraz uduszenie jego narzeczonej, będącej w trzecim miesiącu ciąży.

## Choroba i śmierć
Mafioso chorował na raka jelita grubego. 24 września 2023 roku Messina Denaro zapadł w śpiączkę, z której już się nie wybudził, zmarł wczesnym rankiem 25 września 2023 roku w wieku 61 lat.